# Мурманит
Мурманит — минерал из класса силикатов, по типу кристаллохимической структуры относится к слоистым силикатам.
Впервые найден в Ловозёрских тундрах и описан как новый минерал финским геологом Вильгельмом Рамзаем в конце XIX века. Имя своё получил по названию края.
Состав: Na2MnTi3[Si2O7]2(OH)4⋅nH2O. Обычно усложнён содержанием Nb2O5 (до 10 %), ZrO2 (до 2 %), а также P2O5 (до 8 %).
Встречается исключительно в щелочных породах семейства нефелиновых сиенитов и их пегматитах. Редкий минерал.